# Masjid Wilayah Persekutuan
Masjid Wilayah Persekutuan (engelska: the Federal Territory Mosque) är en stor moské i Kuala Lumpur, Malaysia, byggd 1998 och officiellt öppnad 2000. Moskén är ritad i arabisk och malaysisk arkitektur och influerad av den blå moskén i Istanbul, Turkiet.